# Rolast
Rolast Pitești este o companie producătoare de produse din cauciuc și mase plastice din România.
Rolast a fost concepută în anii comunismului în special pentru a aproviziona cu repere de cauciuc industria românească de automobile și cele de prelucrare și extracție (cărora le furniza benzi de transport).
Cum clienții tradiționali ai companiei și-au redus drastic comenzile după 1990, Rolast a trebuit să suplinească golul lăsat de aceștia prin exporturi.
Compania produce o gamă largă de articole din cauciuc (benzi de transport, plăci tehnice, covoare, curele, furtunuri, etc) și are o capacitate instalată de 31.000 tone anual cu un nomenclator de peste 20.000 de repere.
Compania Rolast Pitești este controlată de trei fonduri de investiții care dețin impreună peste 72% din acțiunile companiei.
Acestea sunt: Romanian Investment Fund, cu 34% din acțiuni, Romanian-American Enterprise Fund, cu 22,2% din titluri, și Romanian Reconstruction, cu 15,8%.
Un alt acționar important este Citibank România, care deține 6,46%.
Cifra de afaceri în 2005: 16,4 milioane euro